# Лахоло
Лахоло је насеље у општини Бијело Поље у Црној Гори. Према попису из 2003. било је 263 становника (према попису из 1991. било је 233 становника).

## Демографија
У насељу Лахоло живи 180 пунолетних становника, а просечна старост становништва износи 30,8 година (30,3 код мушкараца и 31,2 код жена). У насељу има 63 домаћинства, а просечан број чланова по домаћинству је 4,17.
Ово насеље је углавном насељено Бошњацима (према попису из 2003. године), а у последња три пописа, примећен је пораст у броју становника.
|  |

| Демографија | Демографија | Демографија |
| Година      | Становника  | Становника  |
| ----------- | ----------- | ----------- |
|             |             |             |
|             |             |             |
|             |             |             |
|             |             |             |
| 1948.       | 236         |             |
| 1953.       | 324         |             |
| 1961.       | 206         |             |
| 1971.       | 226         |             |
| 1981.       | 206         |             |
| 1991.       | 233         | 231         |
| 2003.       | 306         | 263         |
|             |             |             |

| Етнички састав према попису из 2003.‍ | Етнички састав према попису из 2003.‍ | Етнички састав према попису из 2003.‍ | Етнички састав према попису из 2003.‍ | Етнички састав према попису из 2003.‍ |
| ------------------------------------ | ------------------------------------ | ------------------------------------ | ------------------------------------ | ------------------------------------ |
|                                      |                                      |                                      |                                      |                                      |
| Бошњаци                              | Бошњаци                              |                                      | 184                                  | 69,96%                               |
| Муслимани                            | Муслимани                            |                                      | 30                                   | 11,40%                               |
| Црногорци                            | Црногорци                            |                                      | 25                                   | 9,50%                                |
| Срби                                 | Срби                                 |                                      | 24                                   | 9,12%                                |
| непознато                            | непознато                            |                                      | 0                                    | 0,0%                                 |

| Година пописа     | 1948. | 1953. | 1961. | 1971. | 1981. | 1991. | 2003. |
| ----------------- | ----- | ----- | ----- | ----- | ----- | ----- | ----- |
| Број домаћинстава | 55    | 68    | 40    | 39    | 39    | 52    | 71    |

| Број чланова      | 1  | 2 | 3 | 4  | 5  | 6  | 7 | 8 | 9 | 10 и више | Просек |
| ----------------- | -- | - | - | -- | -- | -- | - | - | - | --------- | ------ |
| Број домаћинстава | 63 | 3 | 8 | 11 | 14 | 15 | 5 | 6 | 1 | 0         | 0      |

| Пол    | Укупно | Неожењен/Неудата | Ожењен/Удата | Удовац/Удовица | Разведен/Разведена | Непознато |
| ------ | ------ | ---------------- | ------------ | -------------- | ------------------ | --------- |
| Мушки  | 85     | 22               | 61           | 2              | 0                  | 0         |
| Женски | 104    | 32               | 60           | 11             | 0                  | 1         |
| УКУПНО | 189    | 54               | 121          | 13             | 0                  | 1         |

| Пол    | Укупно                    | Пољопривреда, лов и шумарство | Рибарство                            | Вађење руде и камена | Прерађивачка индустрија       |
| ------ | ------------------------- | ----------------------------- | ------------------------------------ | -------------------- | ----------------------------- |
| Мушки  | 33                        | 1                             | 0                                    | 0                    | 2                             |
| Женски | 13                        | 2                             | 0                                    | 0                    | 2                             |
| УКУПНО | 46                        | 3                             | 0                                    | 0                    | 4                             |
| Пол    | Производња и снабдевање   | Грађевинарство                | Трговина                             | Хотели и ресторани   | Саобраћај, складиштење и везе |
| Мушки  | 0                         | 12                            | 1                                    | 1                    | 1                             |
| Женски | 0                         | 0                             | 0                                    | 4                    | 0                             |
| УКУПНО | 0                         | 12                            | 1                                    | 5                    | 1                             |
| Пол    | Финансијско посредовање   | Некретнине                    | Државна управа и одбрана             | Образовање           | Здравствени и социјални рад   |
| Мушки  | 0                         | 0                             | 3                                    | 9                    | 0                             |
| Женски | 0                         | 0                             | 0                                    | 4                    | 1                             |
| УКУПНО | 0                         | 0                             | 3                                    | 13                   | 1                             |
| Пол    | Остале услужне активности | Приватна домаћинства          | Екстериторијалне организације и тела | Непознато            | Непознато                     |
| Мушки  | 2                         | 0                             | 0                                    | 1                    | 1                             |
| Женски | 0                         | 0                             | 0                                    | 0                    | 0                             |
| УКУПНО | 2                         | 0                             | 0                                    | 1                    | 1                             |